# Candy (album de Mandy Moore)
Pour les articles homonymes, voir Candy.
Albums de Mandy Moore
The Best of Mandy Moore
(2004) Wild Hope
(2007)
Candy est la seconde compilation musicale de la chanteuse américaine Mandy Moore, sortie le 5 avril 2005. La compilation présente les deux singles intitulés Candy et I Wanna Be With You. La compilation ne reçoit aucune promotion de la part de Moore, et clôture le contrat qui la liait avec sa maison de l'époque, Epic Records. Elle compte un total de 100 000 exemplaires en date de 2013. Le single principal du même nom parvient au top 10 des classements musicaux britanniques. La compilation est, elle, accueillie par une note de 2,5 étoiles sur 5 sur AllMusic.

## Liste des pistes
1. Candy (Tony Battaglia, Dave Katz, Dennis Kleiman et Denise Rich) – 3:56
2. Lock Me in Your Heart (Battaglia et Shaun Fisher) – 3:33
3. Love You for Always (Battaglia, Fisher) – 3:22
4. Everything My Heart Desires (Karsten Dahlgaard, Michael Jay et Johnny Mosegaard Pederson) – 3:41
5. I Wanna Be with You (Tiffany Arbuckle, Shelly Peiken et K Thomas) – 4:15
6. Saturate Me (Randall Barlow, Susie Green et Tim Mitchel) – 4:01
7. Turn the Clock Around (John W. Baxter, David Rice et Nick Trevisick) – 3:44
8. Yo-Yo (Cutler, Preven) – 4:18
9. Someday We'll Know (en duo avec Jonathan Foreman) (Gregg Alexander, Danielle Brisebois et Debra Holland) – 3:43
10. Mona Lisas and Mad Hatters (John, Taupin) – 4:50